# HBIS Group
HBIS Group — китайская сталелитейная группа, один из крупнейших в мире производителей стали. Штаб-квартира расположена в городе Шицзячжуан, административном центре провинции Хэбэй. Помимо КНР подразделения группы работают в Сербии (HBIS Serbia), Северной Македонии (Makstil), ЮАР (Palabora Mining Company и DSP), Австралии (Wheelarra), США (Kreher Steel) и Швейцарии (DITH); также HBIS контролирует швейцарскую металлургическую и торговую группу Duferco. В списке крупнейших компаний мира Fortune Global 500 за 2021 год заняла 200-е место.

## История
Группа образовалась в 2008 году путём слияния Handan Iron and Steel Group (сокращённо Hansteel) и Tangshan Iron and Steel Group (Tangsteel); первоначально называлась Hebei Iron and Steel Group. Hansteel была основана в 1958 году в городе Ханьдань. Tangsteel была основана в 1943 году в городе Таншань, в 1994 году была создана дочерняя компания Tangshan Iron and Steel Company Limited, акции которой в 1997 году были размещены на Шэньчжэньской фондовой бирже.
В июле 2013 года была куплена доля в южноафриканской компании Palabora Mining Company Limited (ранее принадлежавшей Rio Tinto), управляющей крупнейшей медной шахтой страны, а также имеющей значительные запасы железной руды. В 2017 году в ЮАР было начато строительство сталелитейного комбината производительностью 5 млн тонн в год.
В ноябре 2014 года была куплена 51-процентная доля в швейцарской компании Duferco, крупнейшей в мире компании по торговле стальной продукцией. В апреле 2016 года Hebei Iron and Steel Group (HBIS) приобрела сербский металлургический завод «Железара Смедерево» за 46 млн евро.

## Деятельность
Объём производства стали на шести сталелитейных комбинатах группы в 2020 году составил 43,76 млн тонн, что соответствовало третьему месту в мире после China Baowu Steel Group (Китай) и ArcelorMittal (Люксембург). В состав группы входит дочерняя компания HBIS Co Ltd, акции которой котируются на Шэньчжэньской фондовой бирже (SZSE: 000709). HBIS Group является одним из лидеров в секторе листовой стали для автомобилестроения.
Основные мощности HBIS Group по производству стали расположены в городах Таншань (HBIS Tangsteel), Ханьдань (HBIS Hansteel), Чжанцзякоу (HBIS Xuansteel), Чэндэ (HBIS Chengsteel), Шицзячжуан (HBIS Shisteel), Пиндиншань (HBIS Wusteel) и Смедерево (HBIS Serbia).